# Amasie

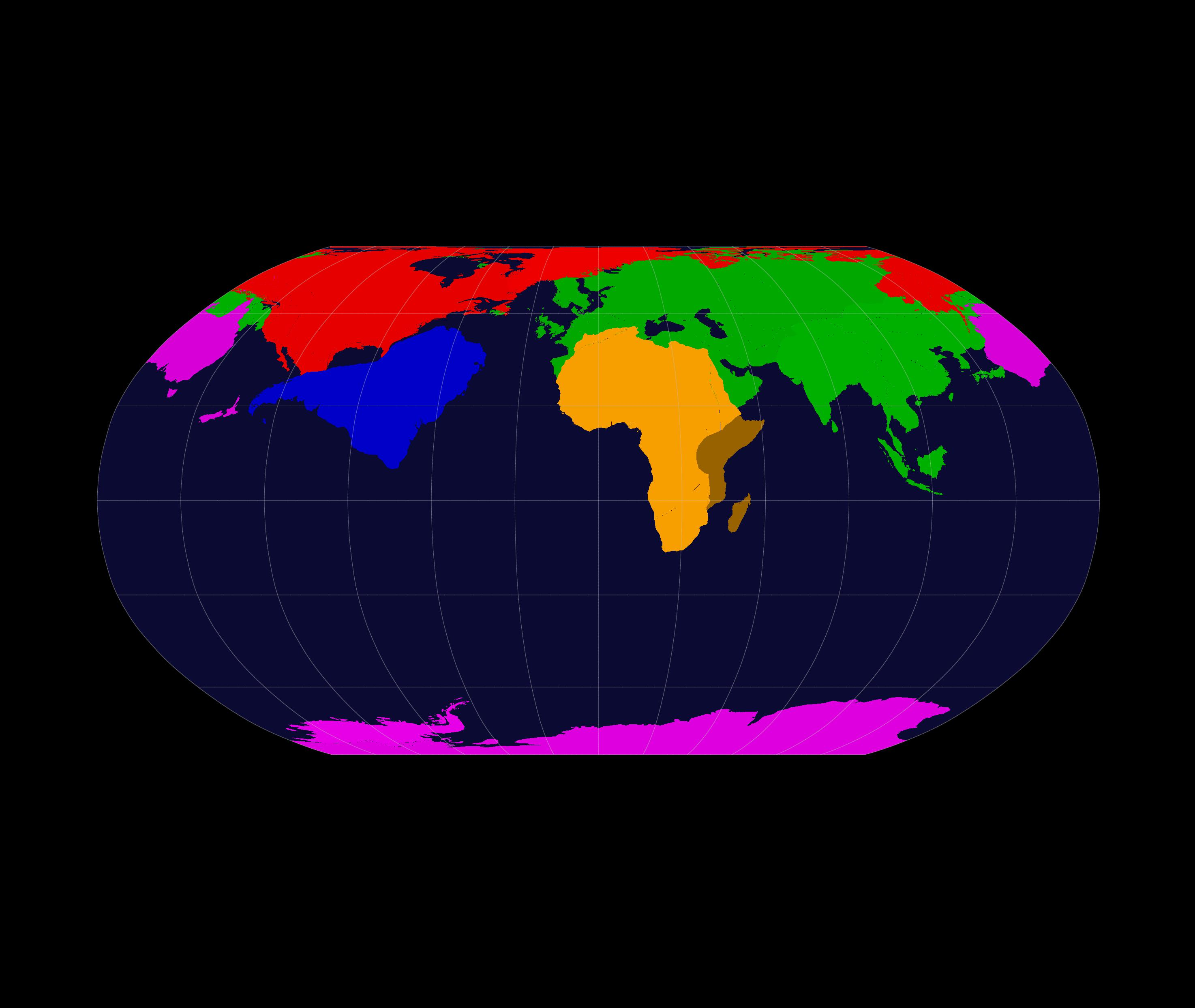
Représentation de l'Amasie en rouge.

Pour les articles homonymes, voir Amasia.
L'Amasie, ou Amasia, est un hypothétique futur supercontinent qui pourrait se former par la fusion de l'Asie et l'Amérique du Nord. Ce scénario est une alternative aux deux autres que sont la Pangée prochaine et la nouvelle Pangée.

## Histoire
Le nom Amasia, mot-valise formé par la contraction d' America (« Amérique ») et  Asia (« Asie »), a été forgé par Paul F. Hoffman en 1992 : « The Americas are swinging clockwise about a pivot in NE Siberia. They seem destined to fuse with the eastern margin of a coalesced Africa+Eurasia+Australasia, instituting the future supercontinent “Amasia”. »
Bien qu’aucune carte n’ait été publiée par Hoffman pour illustrer sa proposition d’Amasia, les caractéristiques décrites dans ses travaux présentent plusieurs points de convergence géodynamiques avec le modèle de supercontinent antérieur proposé par Roy Livermore et connu sous le nom de « nouvelle Pangée »[réf. nécessaire].

## Hypothèse
L'hypothèse repose essentiellement sur le fait que la plaque pacifique est déjà en subduction sous l'Eurasie et l'Amérique du Nord, un processus qui, s'il continue, finira par provoquer la fermeture de l'océan Pacifique.
Dans le même temps, en raison de l'activité de la dorsale médio-atlantique qui ouvre l'océan Atlantique, l'Amérique du Nord serait poussée vers l'ouest. Ainsi, l'océan Atlantique finirait par être plus grand que l'océan Pacifique. En Sibérie, la frontière entre la plaque eurasienne et la plaque nord-américaine a été immobilisée pendant des millions d'années.
La combinaison de ces facteurs pourrait provoquer la fusion de l'Amérique du Nord avec l'Asie, formant ainsi un supercontinent, l'Amasie.
En 2012, Mitchell présente dans la revue Nature trois scénarios de formation de l’Amasie :
- la fermeture de l’océan Atlantique qui placera l’Amasia là où était la Pangée au Paléozoïque ;
- la fermeture de l’océan Pacifique qui placera l’Amasia à l’opposé de l’ancien emplacement de la Pangée ;
- la fermeture de l’océan Arctique qui placera l’Amasia n’importe où sur la ligne de subduction de la Pangée.